# Bupleurum spinosum
Bupleurum  spinosum  es una planta de la familia de las apiáceas

## Descripción
Arbustillo espinoso muy ramoso, intrincado, de hasta 0,6 m de altura, de característico porte hemisférico; hojas lineal-lanceoladas, glaucas y umbelas de 2-7 radios

## Distribución y hábitat
Es una especie de alta montaña  (1500-3400 m) que puede ser localmente muy abundanteː Rif, Atlas Medio, Alto Atlas, Anti-Atlas, Atlas teliano, muy rara y Atlas sahariano. También  en los montes más altos de las estepas argelo-marroquíes. En los bosques de cedro del Atlas Medio plegado, del Alto Atlas oriental, en el Atlas Medio central oceánico, y en las estepas frías de alta montaña.

## Taxonomía
Sinónimo homotípico
- Bupleurum fruticescens subsp. spinosum (Gouan) O.Bolòs & Vigo (1974)

Sinónimos heterotípicos
- Bupleurum spinosum var. lucidum Batt. (1905)
- Bupleurum spinosum var. mauritanicum Cauwet (1975)